# Boursault
Boursault är en kommun i departementet Marne i regionen Grand Est (tidigare regionen Champagne-Ardenne) i nordöstra Frankrike. Kommunen ligger i kantonen Dormans som tillhör arrondissementet Épernay. År 2022 hade Boursault 407 invånare.

## Befolkningsutveckling
Antalet invånare i kommunen Boursault
| Referens: INSEE |